# إستيبان باريديس
إستيبان إفراين باريديس كوينتانيلا (بالإسبانية: Esteban Efraín Paredes Quintanilla) (مواليد 1 أغسطس 1980 في سانتياغو) لاعب كرة قدم تشيلي يلعب حاليا لصالح نادي كولوكولو التشيلي .

## روابط خارجية
- إستيبان باريديس على موقع الاتحاد الدولي (مؤرشف)  (الإنجليزية)
- إستيبان باريديس على موقع قاعدة بيانات كرة القدم.إي يو (الإنجليزية)
- إستيبان باريديس على موقع ناشيونال فوتبول تيمز (الإنجليزية)
- إستيبان باريديس على موقع Soccerway.com (الإنجليزية)
- إستيبان باريديس على موقع عالم كرة القدم.نت (الإنجليزية)
- إستيبان باريديس على موقع كووورة
- إستيبان باريديس على موقع AS.com (الإسبانية)